# Anelaphus belkini
Anelaphus belkini là một loài bọ cánh cứng trong họ Cerambycidae.